# Thomas Peter (Autor)
Thomas Peter (* 1964 in Ingolstadt) ist ein deutscher Polizeibeamter und Autor von Kriminalromanen. Er ist seit den 1980er Jahren im Polizeidienst tätig und verbrachte einen großen Teil dieser Zeit bei der Kripo Ingolstadt. Sein Erstlingswerk Bauernopfer erschien 2011 im ars vivendi verlag. Zusammen mit seiner Frau und drei Töchtern lebt er in Baar-Ebenhausen, südlich von Ingolstadt.

## Werke
- Bauernopfer. Charly Valentins erster Fall. ars vivendi verlag, Cadolzburg 2011, ISBN 978-3-86913-058-3.
- Teufelsstein. Charly Valentins zweiter Fall. ars vivendi verlag, Cadolzburg 2012, ISBN 978-3-86913-186-3.
- Richtfest. Charly Valentins dritter Fall. ars vivendi verlag, Cadolzburg 2014, ISBN 978-3-86913-465-9.
- Zwölfuhrläuten. Charly Valentins vierter Fall. ars vivendi verlag, Cadolzburg 2017, ISBN 978-3-86913-887-9.